# Verrucano Lombardo
Il Verrucano Lombardo è un'unità geologica di età tardo-permiana, affiorante nel Dominio Sudalpino lombardo e nel Trentino occidentale.
Il nome verrucano deriva dal Monte Verruca, nella zona del Monte Pisano in Toscana, dove si trova un conglomerato simile, ma di età triassica, e venne introdotto per la prima volta da Assereto e Casati in occasione del "Simposio internazionale sul Verrucano", che si tenne a Pisa nel 1965.

## Descrizione e ambiente sedimentario
Si tratta di depositi silicoclastici continentali, di colore rosso, caratterizzati da alternanze di arenarie e conglomerati sedimentatisi in ambiente fluviale.
Il Verrucano è composto da conglomerati a granulometria molto variabile, cui si alternano arenarie a grana medio-grossolana, con composizione quarzoso-feldspatica, abbondante matrice e cemento siliceo-argilloso, compatte, che localmente passano a siltiti e peliti. Caratteristico il colore rossastro indicante forte ossidazione del sedimento. I conglomerati sono costituiti in parte da frammenti litici di quarzo latteo e rosa, rocce vulcaniche e in parte metamorfiche.
Queste rocce si sono originate da depositi di conoide alluvionale e piana alluvionale sedimentatisi in aree continentali a clima arido o semi-arido (a paleo-latitudini verosimilmente tropicali), drenate da corsi d'acqua a regime torrentizio di tipo intrecciato o meandriforme. Erano quindi aree caratterizzate da apporti sedimentari concentrati e massicci con cadenza stagionale, separati da lunghi periodi di magra, con intensa ossidazione dei sedimenti. I depositi derivanti da un contesto di questo tipo mostrano una stratificazione lenticolare, a volte anche alla scala dell'affioramento, con bruschi contatti verticali (sovente erosivi) e frequenti passaggi laterali di facies. Sono talora osservabili anche strutture sedimentarie da corrente (laminazioni parallele e incrociate) e frequenti inclusi pelitici derivati dall'erosione e dal trasporto di frammenti di materiale fangoso da parte delle correnti fluviali. Non è mai stata segnalata la presenza di fossili.
La composizione del Verrucano indica una origine dei depositi per erosione in parte del basamento metamorfico, in parte delle coperture vulcaniche e terrigene Permiane.
Gli spessori massimi dell'unità variano da 100 a 500 metri tra il Lario e le Giudicarie; gli spessori minori si registrano lungo il crinale orobico (da 20 a oltre 200 metri).

## Rapporti stratigrafici e datazione
Data l'assenza di fossili diagnostici, l'età della formazione è desunta per via indiretta dalla sua posizione stratigrafica. L'unità poggia tramite una marcata discorformità stratigrafica sia sul basamento metamorfico che sui depositi continentali silicoclastici e vulcanici del Permiano Inferiore.
Il limite superiore è invece dato dalla base del Servino, risalente al Triassico Inferiore.
L'età di deposizione del Verrucano Lombardo è quindi, per interpolazione, il Permiano Superiore (Tatariano). Questa datazione è confermata da quella delle formazioni che si sviluppano verso oriente lateralmente al Verrucano Lombardo: le Arenarie di Val Gardena e la Formazione a Bellerophon, databili in base al loro contenuto faunistico e floristico.
Data la grande eterogeneità di questa unità, finora non è ancora stata identificata una sezione-tipo.